# Trichrysis cyanea

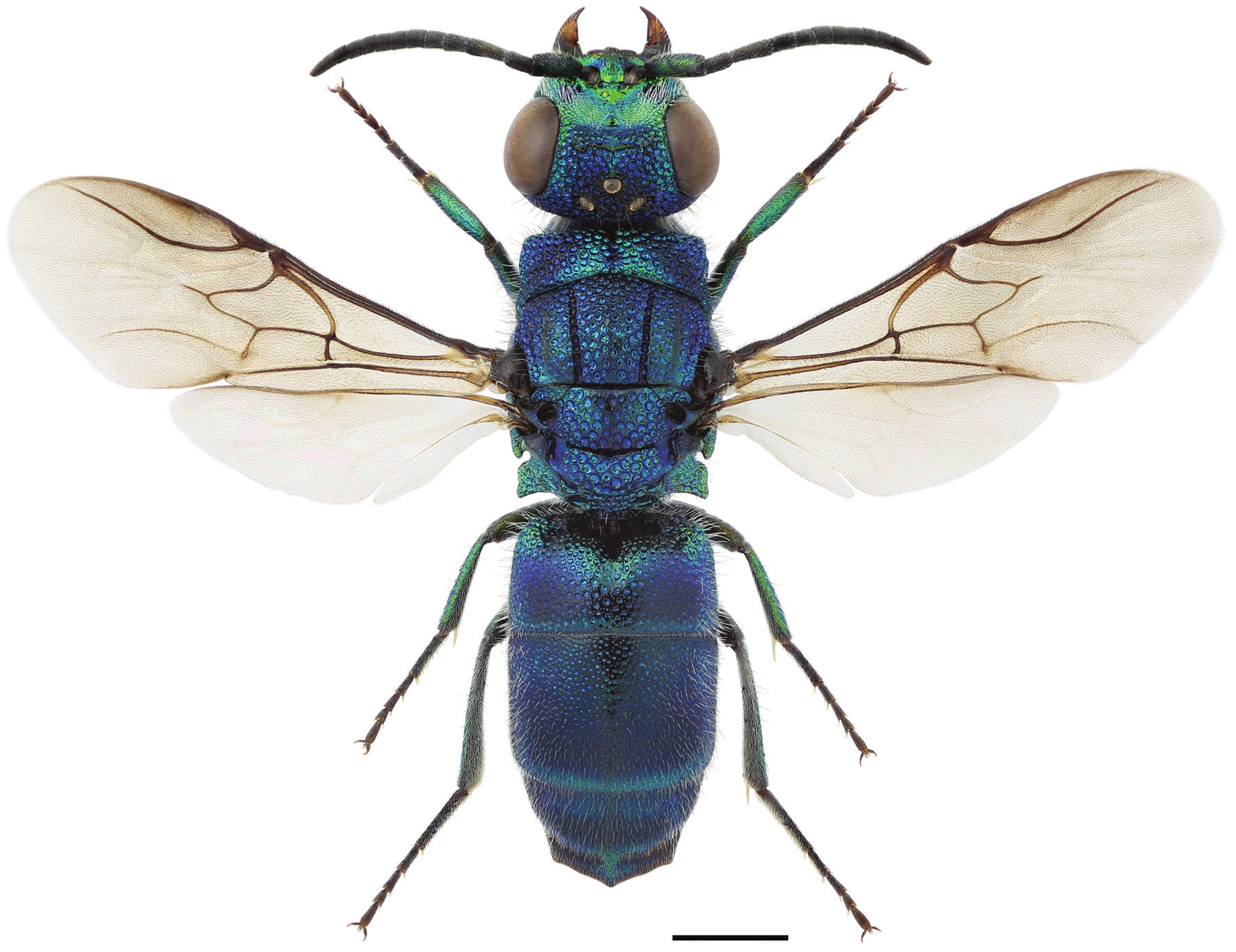

Trichrysis cyanea (лат.) — вид ос-блестянок рода Trichrysis из подсемейства Chrysidinae.

## Распространение
Палеарктика: от Европы и северной Африки до центральной Азии, Сибири, Кореи, Китая и Японии. В северной Европе: Эстония, Латвия, Литва, Швеция.

## Описание
Длина — 4—8 мм. Ярко-окрашенные металлически блестящие осы. Тело удлиненное. Вид характеризуется полностью зелёным, синим или фиолетовым телом и трехзубым задним краем тергита T3. Самец, в частности, часто дорсально или редко почти полностью чёрный. Боковые зубцы T3 часто больше похожи на углы, а иногда все зубцы могут быть маленькими или округлыми и незаметными. Черные пятна S2 маленькие и расположены близко друг к другу. Клептопаразиты ос Trypoxylon (Crabronidae), Auplopus carbonarius и Dipogon (Pompilidae). Период лёта: май — сентябрь.